# Волочиськ (станція)
Волочиськ — проміжна залізнична станція 4-го класу Жмеринської дирекції Південно-Західної залізниці на електрифікованій лінії Гречани — Волочиськ між зупинним пунктом Лозова (5,8 км) та станцією Підволочиськ (5,4 км). Розташована в однойменному місті Хмельницького району Хмельницької області.

## Історія
У другій половині XIX століття, коли набирала обертів промисловість Поділля, виникла нагальна потреба у нових шляхах сполучення з європейськими країнами. Тож, у 1870 році неподалік прикордонного містечка Волочиськ пролягла залізниця й була збудована залізнична станція, яка відкрита у вересні 1871 року, одночасно із відкриттям руху  лінією Жмеринка — Волочиськ. Будівля залізничного вокзалу було двоповерхове, яке було зведено за зразками готичного стилю.

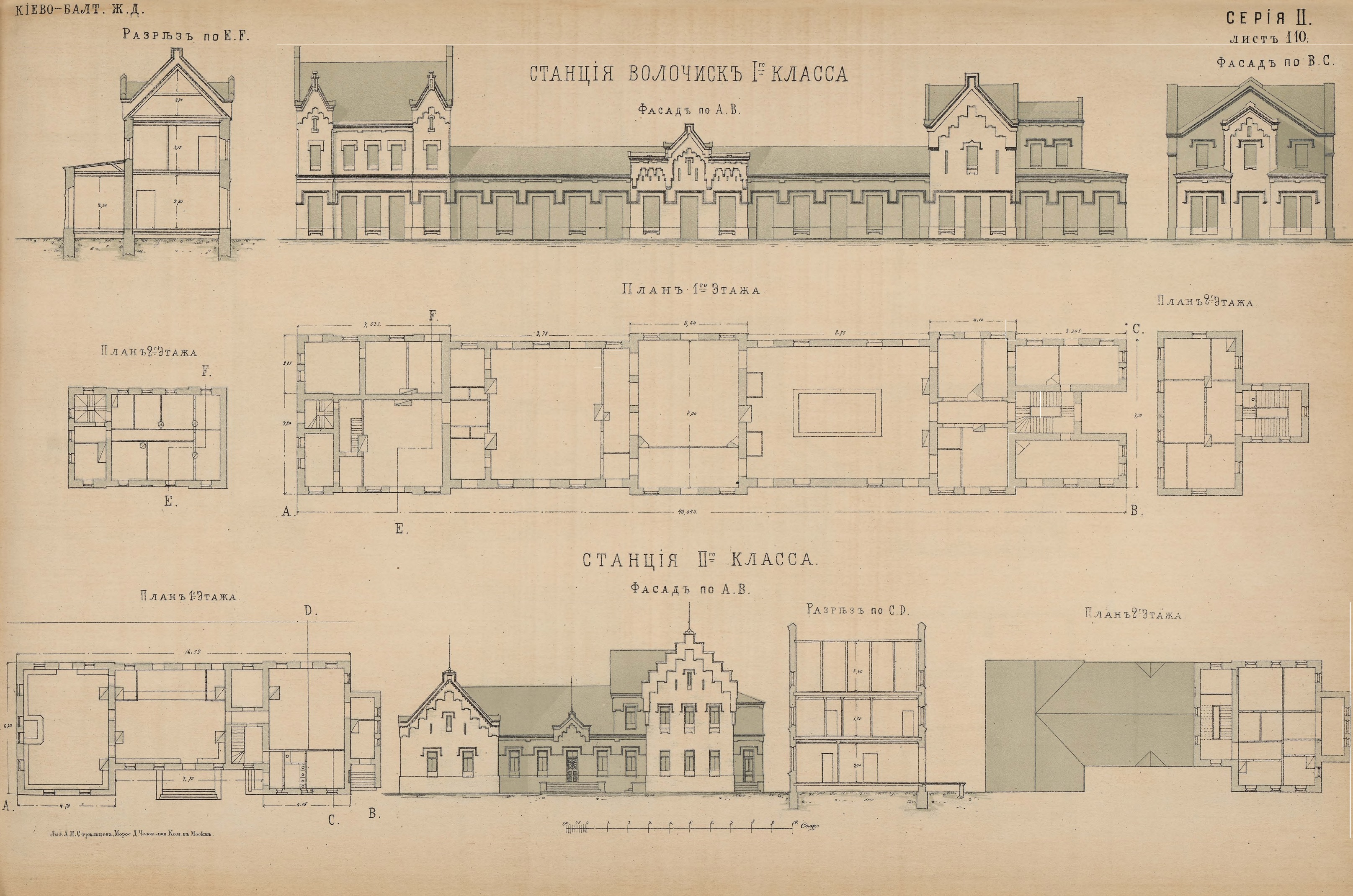
Проєкт креслення вокзалу станції Волочиськ 1-го класу Києво-Балтської залізниці та типовий проєкт вокзалу станції 2-го класу (1872)

У своєму дослідженні «Волинь» краєзнавець Микола Теодорович писав:
|  | Станція Волочиськ існує з 1869 року. При станції на службі перебувають: начальник станції, два його помічника, касир, огоядач подвір'їв, три конторщика, рахувальник вагонів, два ваговиків, два приймальника поїздів, швейцар, один старший стрілочник й 12 молодших, один головний кондуктор й три молодших. Склад службовців у Волочиській поштово-телеграфній конторі такий: начальник контори, його помічник, 6 поштово-телеграфних чиновників й 7 почтальйонів. |

На той час станція була на кордоні Російської імперії та Австро-Угорщини. 4 листопада 1871 року відкрито залізничне сполучення між Волочиськом та Підволочиськом — ця лінія стала найпершою, що сполучила обидві частини України — російську та австрійську.
З 1880 року на вокзалі запрацював телеграф. Після приєднання Волочиська до Російської імперії, імператриця  Катерина II видала указ про утворення нової системи митниць у Ямполі, Могильові-Подільському, Жванці, Гусятині, Радзивілові, а коли у 1870 році до Волочиська прокладена Південно-Західна залізниця та з'єднали її з Підволочиськом із залізницею Австро-Угорщини (нині — Львівська залізниця), то перше місце серед згаданих митниць зайняла Волочиська, яка стала першокласною. 
Будівля транспортної Волочиської митниці 3-го розряду знаходилася поблизу вокзалу, на кордоні біля річки Збруч, за 5 верст від станції Волочиськ. Навпроти залізничної митниці знаходилась рампа для зберігання та завантаження різних вантажів. Діяв удосконалений підйомний кран. Вздовж рампи були зведені численні пакгаузи. Зернові пересипали з російських вагонів, що стояли на рампі до австрійських вагонів, які стояли внизу. Прикордонне розташування станції впливало на специфіку її роботи. Крім необхідності проведення митного огляду пасажирів, часто доводилось переносити вантажі з одного поїзда на інший, пересипати зернові з російських у австрійські вагоні.
До Першої світової війни станція складалася з двох частин — північної та південної. З південної частини станція тричі на добу приймала поїзди з-за кордону, з Австрії. Пройшовши митний контроль, пасажири переходили на північну сторону, звідки, через три години, після прибуття австрійського поїзда відправлявся поїзд у напрямку Києва — наскрізного тоді руху не існувало.
У 1892 році при залізниці була споруджена церква, побудова якої пов'язана з аварією пасажирського поїзда на станції Богданівка у 1888 році, в якій врятувалася царська сім'я, що їхала цим поїздом. Церква була освячена в ім'я Олександра Невського. Російський імператор Микола II перебував на станції Волочиськ з царевичем Олексієм Миколайовичем у супроводі В. Н. Воєйкова, командувача 11-армією генерала від інфантерії Д. Г. Щербачова, головнокомандуючого арміями Південно-Західного фронту генерала від інфантерії М. І. Іванова, А. Н. Граббе, барона В. Б. Фредерікса тощо, після прибуття імператор взяв участь у службі в церкві прикордонної застави.
У 1893—1894 роках у Волочиську в 46-му піхотному Дніпровському полку проходив військову службу російський письменник Олександр Купрін. Життя і побут солдатів, службовців залізниці, звичаї провінційного містечка він описав у своїх ранніх російських творах «Жах», «Весілля», «Яма», «Контрабандист», «Телеграфіст» та повісті «Поєдинок».
1 січня 1897 року відкрито Волочиське залізничне училище. Щороку управління Південно-Західної залізниці відпускало на розвиток училища 1210 карбованців. В ньому навчалися 31 хлопець та 24 дівчини. Вчителькою в училищі була Катерина Сидорівна Подрєзова. Закону Божого навчав священник Вікентій Пахомович Сименович. Співи викладав диякон Ісидор Карниковський. З 1905 року училище реформована як школа для дітей залізничників (нині в цьому приміщенні — Волочиський історичний музей). У музейній експозиції збереглося фото 9-го випуску Волочиської залізничної трудової школи 1929 року. По закінченні школи видавались відповідні свідоцтва. Одне з таких свідоцтв, яке видане випускниці 1928 року Сігал Есфірі, представлене в експозиції музею.
Станом на 1914 рік, відповідно з розкладом руху поїздів, з північної сторони відправлялися поїзди у напрямку Києва — о 06:00, 14:00, 21:09 (час в дорозі кур'єрського поїзда складав 12 годин).
У 1921 році, після Першої світової війни та приєднання західноукраїнських земель до Польщі, станція зберегла своє прикордонне значення аж до 1939 року (коли була приєднана Західна Україна), тоді вже станція набула статусу проміжної.
27 вересня 1939 року розпочався регулярний рух поїздів між станціями Волочиськ та Тернопіль.
Тривалий час після закінчення Другої світової війни у будівлі Волочиської митниці розташовувалася Волочиська загальноосвітня школа № 2.
У 1998 році станція електрифікована змінним струмом (~25 кВ) в складі дільниці Тернопіль — Гречани.

## Пасажирське сполучення

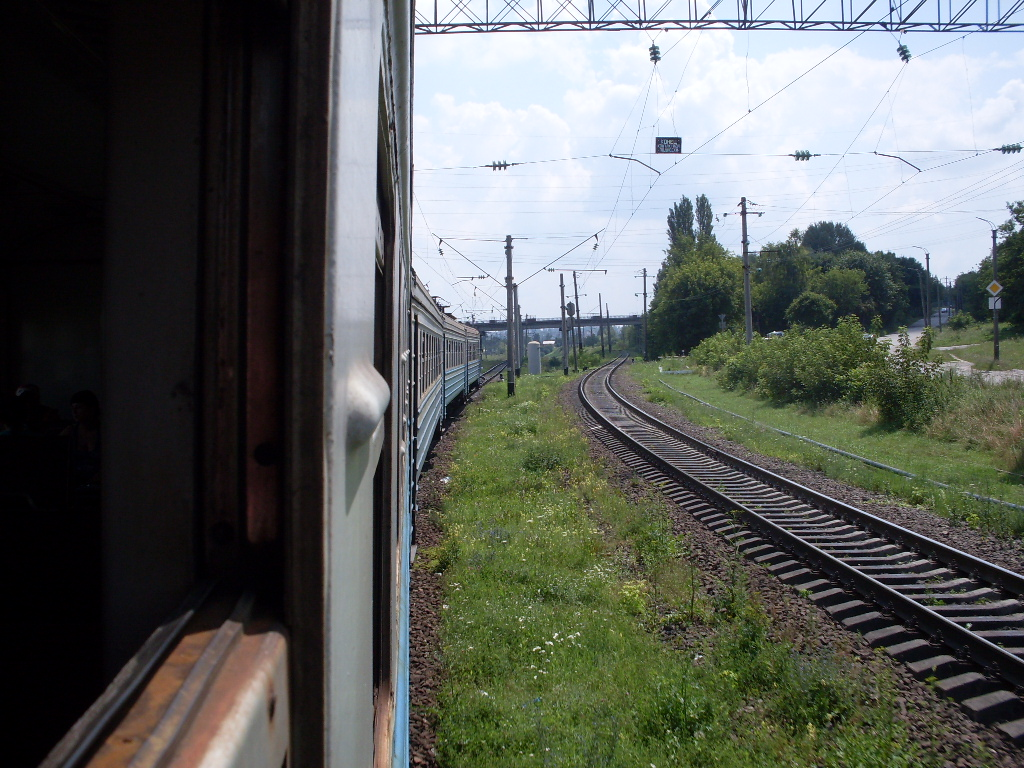
Краєвид на станцію з вікна приміського електропоїзда Волочиськ — Хмельницький

На станції зупиняються пасажирські поїзди далекого та приміського сполученням Хмельницький — Підволочиськ й Тернопіль — Волочиськ.